# Florin Bercean
Florin Bercean (n. 13 februarie 1963, Cluj, România) este un antrenor român de judo, care a coordonat activitatea lotului olimpic de judo feminin în perioada 1997-2021. În 2025 a fost ales președinte al Federației Române de Judo (FRJ).

## Distincții
- Antrenor emerit - 2000
- Ordinul Meritul Sportiv clasa a III-a - 2004
- Ordinul Meritul Sportiv clasa a III-a cu o baretă - 2008
- Ordinul Meritul Sportiv clasa a II-a cu o baretă - 2012[3]
- Cetățean de onoare al Municipiului Cluj-Napoca - 2012[4]
- Antrenorul anului în Europa 2008 și 2012 - titlu conferit de Uniunea Europeană de Judo
- Ordinul „Excelența Olimpică”, acordat de Comitetul Olimpic și Sportiv Român în cadrul Galei „110 ani de olimpism în România” - 2024